# Discografia di bbno$
La discografia di bbno$, rapper e cantautore canadese, è costituita da otto album in studio, quattro EP, oltre cento singoli e settantanove video musicali (inclusi quelli come artista ospite), pubblicati dal 2015.

## Album in studio
| Anno | Titolo | Classifiche | Classifiche | Classifiche | Classifiche | Classifiche | Certificazioni |
| Anno | Titolo | CAN         | FIN         | LIT         | NOR         | USA         | Certificazioni |
| ---- | --- | ----------- | ----------- | ----------- | ----------- | ----------- | -------------- |
| 2018 | Bb Steps - Pubblicato: 12 luglio 2018 - Etichetta: Autoprodotto - Formati: Download digitale, streaming                            | —           | —           | —           | —           | —           |                |
| 2019 | Recess - Pubblicato: 25 gennaio 2019 - Etichetta: Autoprodotto - Formati: Download digitale, streaming                             | —           | —           | —           | —           | —           |                |
| 2019 | I Don't Care at All - Pubblicato: 7 novembre 2019 - Etichetta: Republic - Formati: Download digitale, streaming                    | 88          | —           | —           | —           | —           |                |
| 2020 | Baby Gravy 2 (con Yung Gravy) - Pubblicato: 14 febbraio 2020 - Etichetta: Autoprodotto - Formati: LP, download digitale, streaming | —           | —           | —           | —           | 188         |                |
| 2020 | Good Luck Have Fun - Pubblicato: 9 ottobre 2020 - Etichetta: Autoprodotto - Formati: LP, CD, download digitale, streaming          | —           | —           | —           | —           | —           |                |
| 2021 | Eat Ya Veggies - Pubblicato: 8 ottobre 2021 - Etichetta: Autoprodotto - Formati: LP, CD, download digitale, streaming              | 36          | 19          | 17          | 32          | —           | - NZ: Oro      |
| 2022 | Bag or Die - Pubblicato: 21 ottobre 2022 - Etichetta: Autoprodotto - Formati: Download digitale, streaming                         | —           | —           | 83          | —           | —           |                |
| 2023 | Baby Gravy 3 (con Yung Gravy) - Pubblicato: 25 agosto 2023 - Etichetta: Republic - Formati: LP, download digitale, streaming       | —           | —           | —           | —           | —           |                |

## Extended Play
| Anno | Titolo |
| ---- | --- |
| 2017 | Baby Gravy (con Yung Gravy) - Pubblicato: 11 ottobre 2017 - Etichetta: Autoprodotto - Formati: Download digitale, streaming |
| 2018 | Whatever (con So Loki) - Pubblicato: 26 ottobre 2018 - Etichetta: Autoprodotto - Formati: Download digitale, streaming      |
| 2019 | Babydrip (con SwuM) - Pubblicato: 10 maggio 2019 - Etichetta: Autoprodotto - Formati: Download digitale, streaming          |
| 2021 | My Oh My - Pubblicato: 14 maggio 2021 - Etichetta: Autoprodotto - Formati: Download digitale, streaming                     |

## Singoli

### Come artista principale
| Anno | Titolo                                                  | Classifiche | Classifiche | Classifiche | Classifiche | Classifiche | Classifiche | Classifiche | Classifiche | Classifiche | Classifiche | Certificazioni                                                                                      | Album di provenienza                                                     |
| Anno | Titolo                                                  | CAN         | AUS         | FIN         | NOR         | NZ          | SWE         | UK          | USA         | US R&B      | ITA         | Certificazioni                                                                                      | Album di provenienza                                                     |
| ---- | ------------------------------------------------------- | ----------- | ----------- | ----------- | ----------- | ----------- | ----------- | ----------- | ----------- | ----------- | ----------- | --------------------------------------------------------------------------------------------------- | ------------------------------------------------------------------------ |
| 2016 | Run it Up                                               | —           | —           | —           | —           | —           | —           | —           | —           | —           | —           | | /                                                                        |
| 2016 | Damn                                                    | —           | —           | —           | —           | —           | —           | —           | —           | —           | —           | | /                                                                        |
| 2017 | Lets Go                                                 | —           | —           | —           | —           | —           | —           | —           | —           | —           | —           | | /                                                                        |
| 2017 | Thots (feat. Mia Gladstone)                             | —           | —           | —           | —           | —           | —           | —           | —           | —           | —           | | /                                                                        |
| 2017 | Mmmyea (feat. TrippyThaKid)                             | —           | —           | —           | —           | —           | —           | —           | —           | —           | —           | | /                                                                        |
| 2017 | Lit like Candle                                         | —           | —           | —           | —           | —           | —           | —           | —           | —           | —           | | /                                                                        |
| 2017 | Pay Attention                                           | —           | —           | —           | —           | —           | —           | —           | —           | —           | —           | | /                                                                        |
| 2017 | Bandaid                                                 | —           | —           | —           | —           | —           | —           | —           | —           | —           | —           | | /                                                                        |
| 2017 | How i Do (feat. Al Rocco)                               | —           | —           | —           | —           | —           | —           | —           | —           | —           | —           | | /                                                                        |
| 2017 | Run this Shit (feat. Yung Gravy)                        | —           | —           | —           | —           | —           | —           | —           | —           | —           | —           | | /                                                                        |
| 2017 | Benihana (feat. Yung Gravy)                             | —           | —           | —           | —           | —           | —           | —           | —           | —           | —           | | /                                                                        |
| 2017 | Boomin (con Yung Gravy)                                 | —           | —           | —           | —           | —           | —           | —           | —           | —           | —           | | /                                                                        |
| 2017 | Zoom                                                    | —           | —           | —           | —           | —           | —           | —           | —           | —           | —           | | /                                                                        |
| 2017 | Wonkybish (feat. TrippyThaKid)                          | —           | —           | —           | —           | —           | —           | —           | —           | —           | —           | | /                                                                        |
| 2017 | Scooter                                                 | —           | —           | —           | —           | —           | —           | —           | —           | —           | —           | | /                                                                        |
| 2017 | Whippin (con Yung Gravy)                                | —           | —           | —           | —           | —           | —           | —           | —           | —           | —           | | /                                                                        |
| 2017 | Ferrari Fitness (con Futon Don)                         | —           | —           | —           | —           | —           | —           | —           | —           | —           | —           | | /                                                                        |
| 2017 | Dunkaroos                                               | —           | —           | —           | —           | —           | —           | —           | —           | —           | —           | | /                                                                        |
| 2017 | What Hook? (feat. TrippyThaKid)                         | —           | —           | —           | —           | —           | —           | —           | —           | —           | —           | | /                                                                        |
| 2017 | Lickity Split (con TrippyThaKid)                        | —           | —           | —           | —           | —           | —           | —           | —           | —           | —           | | /                                                                        |
| 2017 | Coasting (con Futon Don)                                | —           | —           | —           | —           | —           | —           | —           | —           | —           | —           | | /                                                                        |
| 2017 | Politics (con TrippyThaKid)                             | —           | —           | —           | —           | —           | —           | —           | —           | —           | —           | | /                                                                        |
| 2017 | Skrrrr (feat. Max Wells)                                | —           | —           | —           | —           | —           | —           | —           | —           | —           | —           | | /                                                                        |
| 2017 | Ploy                                                    | —           | —           | —           | —           | —           | —           | —           | —           | —           | —           | | /                                                                        |
| 2017 | What i Do (feat. Yung Bambi)                            | —           | —           | —           | —           | —           | —           | —           | —           | —           | —           | | /                                                                        |
| 2017 | Who dat Boy (con So Loki)                               | —           | —           | —           | —           | —           | —           | —           | —           | —           | —           | Whatever                                                                                            |                                                                          |
| 2017 | I                                                       | —           | —           | —           | —           | —           | —           | —           | —           | —           | —           | /                                                                                                   |                                                                          |
| 2017 | Semi Auto (feat. TrippyThaKid)                          | —           | —           | —           | —           | —           | —           | —           | —           | —           | —           | /                                                                                                   |                                                                          |
| 2017 | What a Day! (con Futon Don)                             | —           | —           | —           | —           | —           | —           | —           | —           | —           | —           | /                                                                                                   |                                                                          |
| 2017 | Super saiyan Flex (feat. Al Rocco)                      | —           | —           | —           | —           | —           | —           | —           | —           | —           | —           | /                                                                                                   |                                                                          |
| 2018 | 3mo (feat. Lentra)                                      | —           | —           | —           | —           | —           | —           | —           | —           | —           | —           | /                                                                                                   |                                                                          |
| 2018 | Itmas                                                   | —           | —           | —           | —           | —           | —           | —           | —           | —           | —           | /                                                                                                   |                                                                          |
| 2018 | Golden Rule                                             | —           | —           | —           | —           | —           | —           | —           | —           | —           | —           | /                                                                                                   |                                                                          |
| 2018 | Drip (feat. JelloRio)                                   | —           | —           | —           | —           | —           | —           | —           | —           | —           | —           | /                                                                                                   |                                                                          |
| 2018 | Moneytalk                                               | —           | —           | —           | —           | —           | —           | —           | —           | —           | —           | /                                                                                                   |                                                                          |
| 2018 | Lavish                                                  | —           | —           | —           | —           | —           | —           | —           | —           | —           | —           | /                                                                                                   |                                                                          |
| 2018 | Tony Thot                                               | —           | —           | —           | —           | —           | —           | —           | —           | —           | —           | Bb Steps                                                                                            |                                                                          |
| 2018 | Too Easy                                                | —           | —           | —           | —           | —           | —           |             | —           | —           | —           | Bb Steps                                                                                            |                                                                          |
| 2018 | Tokyo glo Remix (feat. Raka)                            | —           | —           | —           | —           | —           | —           | —           | —           | —           | —           | /                                                                                                   |                                                                          |
| 2018 | Moves                                                   | —           | —           | —           | —           | —           | —           | —           | —           | —           | —           | /                                                                                                   |                                                                          |
| 2018 | Fragile (con So Loki)                                   | —           | —           | —           | —           | —           | —           | —           | —           | —           | —           | Whatever                                                                                            |                                                                          |
| 2018 | Bubblin (con So Loki)                                   | —           | —           | —           | —           | —           | —           | —           | —           | —           | —           | Whatever                                                                                            |                                                                          |
| 2018 | Money Conversation                                      | —           | —           | —           | —           | —           | —           | —           | —           | —           | —           | /                                                                                                   |                                                                          |
| 2018 | Mr.Miyagi (con andrei, feat. Waka Flocka Flame)         | —           | —           | —           | —           | —           | —           | —           | —           | —           | —           | /                                                                                                   |                                                                          |
| 2018 | Thankful (con Y2K e Lewis Grant)                        | —           | —           | —           | —           | —           | —           | —           | —           | —           | —           | Recess                                                                                              |                                                                          |
| 2018 | Jurassic (con Lentra e TrippyThaKid)                    | —           | —           | —           | —           | —           | —           | —           | —           | —           | —           | Recess                                                                                              |                                                                          |
| 2018 | Doubles (con Swerzie e Downtime)                        | —           | —           | —           | —           | —           | —           | —           | —           | —           | —           | Recess                                                                                              |                                                                          |
| 2018 | Shining (con Lentra)                                    | —           | —           | —           | —           | —           | —           | —           | —           | —           | —           | Recess                                                                                              |                                                                          |
| 2018 | With Ease (con Billy Marchiafava, e ANH)                | —           | —           | —           | —           | —           | —           | —           | —           | —           | —           | Billyy!!                                                                                            |                                                                          |
| 2018 | Hyrule Temple (con Dj Yump Vamp)                        | —           | —           | —           | —           | —           | —           | —           | —           | —           | —           | /                                                                                                   |                                                                          |
| 2018 | Sriracha (con Lentra)                                   | —           | —           | —           | —           | —           | —           | —           | —           | —           | —           | /                                                                                                   |                                                                          |
| 2019 | Pouch (con Y2K)                                         | —           | —           | —           | —           | —           | —           | —           | —           | —           | —           | I Don't Care at All                                                                                 |                                                                          |
| 2019 | Cheesy (feat. Warhol.SS)                                | —           | —           | —           | —           | —           | —           | —           | —           | —           | —           | /                                                                                                   |                                                                          |
| 2019 | Whip a Tesla (con Yung Gravy)                           | —           | —           | —           | —           | —           | —           | —           | —           | —           | —           | - USA: Oro                                                                                          | Sensational                                                              |
| 2019 | Lalala (con Y2K)                                        | 10          | 16          | 15          | 23          | 16          | 58          | 32          | 55          | 22          | 17          | - AUS: Platino (2) - CAN: Platino (5) - ITA: Platino - NZ: Platino (2) - UK: Oro - USA: Platino (3) | /                                                                        |
| 2019 | Bad Boy (con Yung Bae e Billy Marchiafava)              | 84          | —           | —           | —           | —           | —           | —           | —           | —           | —           | | Bae 5                                                                    |
| 2019 | Slop                                                    | —           | —           | —           | —           | —           | —           | —           | —           | —           | —           | | I Don't Care at All                                                      |
| 2019 | Shining on My Ex (con Yung Gravy)                       | —           | —           | —           | —           | —           | —           | —           | —           | —           | —           | - USA: Oro                                                                                          | I Don't Care at All e Baby Gravy 2                                       |
| 2019 | Bad Thoughts                                            | —           | —           | —           | —           | —           | —           | —           | —           | —           | —           | | I Don't Care at All                                                      |
| 2019 | Iunno (con Yung Gravy)                                  | —           | —           | —           | —           | —           | —           | —           | —           | —           | —           | Baby Gravy 2                                                                                        |                                                                          |
| 2020 | Welcome to Chili's (con Yung Gravy)                     | —           | —           | —           | —           | —           | —           | —           | —           | —           | —           | Baby Gravy 2                                                                                        | - USA: Oro                                                               |
| 2020 | Off the Goop (con Yung Gravy e Cuco)                    | —           | —           | —           | —           | —           | —           | —           | —           | —           | —           | Baby Gravy 2                                                                                        |                                                                          |
| 2020 | Mememe (con Lentra)                                     | —           | —           | —           | —           | —           | —           | —           | —           | —           | —           | Good Luck Have Fun                                                                                  |                                                                          |
| 2020 | Quarantine Freestyle (con Lentra)                       | —           | —           | —           | —           | —           | —           | —           | —           | —           | —           | /                                                                                                   |                                                                          |
| 2020 | What Would Baby Do? (con Lentra)                        | —           | —           | —           | —           | —           | —           | —           | —           | —           | —           | /                                                                                                   |                                                                          |
| 2020 | Astrology (con Lentra)                                  | —           | —           | —           | —           | —           | —           | —           | —           | —           | —           | Good Luck Have Fun                                                                                  |                                                                          |
| 2020 | Jack Money Bean (con Yung Gravy e Lentra)               | —           | —           | —           | —           | —           | —           | —           | —           | —           | —           | Good Luck Have Fun                                                                                  |                                                                          |
| 2020 | Imma (con Lentra)                                       | —           | —           | —           | —           | —           | —           | —           | —           | —           | —           | Good Luck Have Fun                                                                                  |                                                                          |
| 2020 | Backwards (con Lentra)                                  | —           | —           | —           | —           | —           | —           | —           | —           | —           | —           | Good Luck Have Fun                                                                                  |                                                                          |
| 2020 | Wawawa (con Y2K)                                        | —           | —           | —           | —           | —           | —           | —           | —           | —           | —           | Good Luck Have Fun                                                                                  |                                                                          |
| 2021 | Help Herself (con Diamond Pistols)                      | —           | —           | —           | —           | —           | —           | —           | —           | —           | —           | - NZ: Oro                                                                                           | My Oh My                                                                 |
| 2021 | Bad to the Bone (con Lenra)                             | —           | —           | —           | —           | —           | —           | —           | —           | —           | —           | | My Oh My                                                                 |
| 2021 | Wussup (con Yung Gravy)                                 | —           | —           | —           | —           | —           | —           | —           | —           | —           | —           | Eat Ya Veggies                                                                                      |                                                                          |
| 2021 | Edamame (feat. Rich Brian)                              | 13          | 23          | 8           | 24          | 21          | —           | 89          | —           | —           | —           | Eat Ya Veggies                                                                                      | - CAN: Platino (5) - ITA: Oro - NZ: Platino (2) - UK: Argento - USA: Oro |
| 2021 | Take a Trip (con ceo@business.net e Jungle Bobby)       | —           | —           | —           | —           | —           | —           | —           | —           | —           | —           | | /                                                                        |
| 2021 | I Remember                                              | —           | —           | —           | —           | —           | —           | —           | —           | —           | —           | Eat Ya Veggies                                                                                      |                                                                          |
| 2021 | Big boss baby (con Lentra)                              | —           | —           | —           | —           | —           | —           | —           | —           | —           | —           | Eat Ya Veggies                                                                                      |                                                                          |
| 2021 | Brainless (con Lentra)                                  | —           | —           | —           | —           | —           | —           | —           | —           | —           | —           | Eat Ya Veggies                                                                                      |                                                                          |
| 2021 | Yoga (feat. Rebecca Black)                              | —           | —           | —           | —           | —           | —           | —           | —           | —           | —           | Eat Ya Veggies                                                                                      |                                                                          |
| 2022 | Mathematics                                             | —           | —           | —           | —           | —           | —           | —           | —           | —           | —           | Bag or Die                                                                                          |                                                                          |
| 2022 | Piccolo                                                 | —           | —           | —           | —           | —           | —           | —           | —           | —           | —           | Bag or Die                                                                                          |                                                                          |
| 2022 | Pogo (con Diplo)                                        | —           | —           | —           | —           | —           | —           | —           | —           | —           | —           | /                                                                                                   |                                                                          |
| 2022 | Sophisticated                                           | —           | —           | —           | —           | —           | —           | —           | —           | —           | —           | Bag or Die                                                                                          |                                                                          |
| 2022 | C'est la Vie (con Yung Gravy e Rich Brian)              | —           | —           | —           | —           | —           | —           | —           | —           | —           | —           | Marvelous, Baby Gravy 3                                                                             |                                                                          |
| 2022 | Top Gun                                                 | —           | —           | —           | —           | —           | —           | —           | —           | —           | —           | Bag or Die                                                                                          |                                                                          |
| 2022 | I See London I See France                               | —           | —           | —           | —           | —           | —           | —           | —           | —           | —           | Bag or Die                                                                                          |                                                                          |
| 2022 | Touch Grass (con Yung Gravy)                            | —           | —           | —           | —           | —           | —           | —           | —           | —           | —           | Bag or Die, Baby Gravy 3                                                                            |                                                                          |
| 2022 | Spotify singles                                         | —           | —           | —           | —           | —           | —           | —           | —           | —           | —           | /                                                                                                   |                                                                          |
| 2023 | Still                                                   | —           | —           | —           | —           | —           | —           | —           | —           | —           | —           | /                                                                                                   |                                                                          |
| 2023 | Not A Beanie (con Connor Price)                         | —           | —           | —           | —           | —           | —           | —           | —           | —           | —           | /                                                                                                   |                                                                          |
| 2023 | Ušme uturbe (con i Kalush e Ditvak)                     | —           | —           | —           | —           | —           | —           | —           | —           | —           | —           | /                                                                                                   |                                                                          |
| 2023 | Goodness Gracious (con Yung Gravy)                      | —           | —           | —           | —           | —           | —           | —           | —           | —           | —           | Baby Gravy 3                                                                                        |                                                                          |
| 2023 | You Need Jesus (con Yung Gravy)                         | —           | —           | —           | —           | —           | —           | —           | —           | —           | —           | Baby Gravy 3                                                                                        |                                                                          |
| 2023 | Nightmare on Peachtree (con Yung Gravy e Freddie Dredd) | —           | —           | —           | —           | —           | —           | —           | —           | —           | —           | Baby Gravy 3                                                                                        |                                                                          |
| 2023 | It Happens (con i Little Big)                           | —           | —           | —           | —           | —           | —           | —           | —           | —           | —           | Lobster Popstar                                                                                     |                                                                          |
| 2023 | Girlfriend (con Party Pupils e MAX, feat. MILLI)        | —           | —           | —           | —           | —           | —           | —           | —           | —           | —           | PP1                                                                                                 |                                                                          |
| 2023 | SOS (con KnowKnow)                                      | —           | —           | —           | —           | —           | —           | —           | —           | —           | —           | 街头贝多芬 Street Beethoven                                                                         |                                                                          |
| 2024 | Pho Real (con Anh Phan e Low G)                         | —           | —           | —           | —           | —           | —           | —           | —           | —           | —           | /                                                                                                   |                                                                          |
| 2024 | Lil' Freak                                              | —           | —           | —           | —           | —           | —           | —           | —           | —           | —           | /                                                                                                   |                                                                          |
| 2024 | It Boy                                                  | —           | —           | —           | —           | —           | —           | —           | —           | —           | —           | /                                                                                                   |                                                                          |
| 2024 | Two                                                     | —           | —           | —           | —           | —           | —           | —           | —           | —           | —           | /                                                                                                   |                                                                          |
| 2024 | Meant to Be                                             | —           | —           | —           | —           | —           | —           | —           | —           | —           | —           | /                                                                                                   |                                                                          |
| 2025 | Check                                                   | 62          | —           | —           | —           | —           | —           | —           | —           | —           | —           | /                                                                                                   |                                                                          |
| 2025 | Antidepressants                                         | —           | —           | —           | —           | —           | —           | —           | —           | —           | —           | /                                                                                                   |                                                                          |
| 2025 | Boom                                                    | —           | —           | —           | —           | —           | —           | —           | —           | —           | —           | /                                                                                                   |                                                                          |
| 2025 | Mary Poppins                                            | —           | —           | —           | —           | —           | —           | —           | —           | —           | —           | /                                                                                                   |                                                                          |
| 2025 | 1-800 (feat. Ironmouse)                                 | —           | —           | —           | —           | —           | —           | —           | —           | —           | —           | /                                                                                                   |                                                                          |

### Come artista ospite
| Anno | Titolo                                                     | Classifiche | Certificazioni | Album di provenienza        |
| Anno | Titolo                                                     | ITA         | Certificazioni | Album di provenienza        |
| ---- | ---------------------------------------------------------- | ----------- | -------------- | --------------------------- |
| 2017 | Too Much Yello (Roshima feat. bbno$)                       | —           |                | /                           |
| 2020 | Out of Control (ceo@business.net e Lentra feat. bbno$)     | —           |                | Incentivize Unpaid Overtime |
| 2020 | Mayo, No Fries! (Joost Klein feat. bbno$)                  | —           |                | Joost Klein 7               |
| 2020 | Go Gettas (andrei, Killa Fonic, Azteca e Nane feat. bbno$) | —           |                | /                           |
| 2020 | 0ffline (Thasup feat. bbno$)                               | 11          | - ITA: Platino | 23 6451                     |
| 2022 | Che uomo (Tuzzo feat. Nello Taver, bbno$ e Young Miles)    | —           |                | /                           |
| 2023 | Ticking Away (Valorant e Grabbitz feat. bbno$)             | —           |                | VALORANT Sounds, Vol. 1     |
| 2024 | Tango (Tommy Cash feat. bbno$)                             | —           |                | /                           |
| 2024 | We Are Not the Same (Marcus & Martinus feat. bbno$)        | —           |                | Unforgettable               |
| 2024 | Submissive & Breedable (Smosh feat. bbno$)                 | —           |                | /                           |

## Video musicali
| Anno | Titolo                    | Regista/i                                       |
| ---- | ------------------------- | ----------------------------------------------- |
| 2017 | Coasting                  | Skimchi e Visualchoi                            |
| 2017 | Rotisserie                | —                                               |
| 2018 | 3mo                       | —                                               |
| 2018 | Ploy                      | —                                               |
| 2018 | Boomin                    | —                                               |
| 2018 | Drip                      | —                                               |
| 2018 | Meta                      | Zelda June                                      |
| 2018 | Moneytalk x WYWD          | —                                               |
| 2018 | Lavish                    | —                                               |
| 2018 | Tony Thot                 | Drake Richardson, Joshua Reeves e Bryant Vu     |
| 2018 | Benihana                  | Skimchi                                         |
| 2018 | Pay attention             | —                                               |
| 2018 | Bad girl                  | Jevan Crittenden                                |
| 2018 | Moves                     | Shiraz                                          |
| 2018 | Who dat boi               | —                                               |
| 2018 | Money conversation        | bbno$                                           |
| 2018 | Bubblin                   | Entertainment Forever                           |
| 2019 | Shining                   | Shiraz                                          |
| 2019 | Early Afternoon Stroll    | —                                               |
| 2019 | Lalala                    | Alex Bortz                                      |
| 2019 | Bad Boy                   | Joey Lopez e Patrick Macht                      |
| 2019 | Slop                      | bbno$ e Bryant Vu                               |
| 2019 | Bad Thoughts              | Shiraz                                          |
| 2019 | Iunno                     | Yung Gravy e TerryGotHeat                       |
| 2019 | Gone                      | —                                               |
| 2020 | Shining on My Ex          | Reggie                                          |
| 2020 | Welcome to Chili's        | Reggie                                          |
| 2020 | Myrtle Beach Summer 1974  | —                                               |
| 2020 | Mememe                    | Shiraz                                          |
| 2020 | Quarantine Freestyle      | Lentra e Shiraz                                 |
| 2020 | What Would Baby Do?       | Shiraz                                          |
| 2020 | Go Gettas                 | —                                               |
| 2020 | Nursery                   | —                                               |
| 2020 | Astrology                 | —                                               |
| 2020 | Jack Money Bean           | —                                               |
| 2020 | Imma                      | —                                               |
| 2020 | Backwards                 | —                                               |
| 2020 | Feeling good              | —                                               |
| 2020 | Rgb money                 | —                                               |
| 2020 | Man in the mirror         | —                                               |
| 2020 | Wawawa                    | Morgan Freed                                    |
| 2021 | Help Herself              | —                                               |
| 2021 | Bad to the Bone           | —                                               |
| 2021 | Sorry                     | Shiraz                                          |
| 2021 | My Oh My                  | —                                               |
| 2021 | Wussup                    | Reggie                                          |
| 2021 | Edamame                   | Reggie                                          |
| 2021 | I Remember                | —                                               |
| 2021 | Yoga                      | —                                               |
| 2021 | Brainless                 | —                                               |
| 2022 | Mathematics               | Shiraz                                          |
| 2022 | Piccolo                   | Shiraz                                          |
| 2022 | Pogo                      | Shiraz                                          |
| 2022 | Sophisticated             | Shiraz                                          |
| 2022 | C'est la Vie              | —                                               |
| 2022 | Top Gun                   | Shiraz                                          |
| 2022 | I See London I See France | Shiraz                                          |
| 2022 | Touch Grass               | —                                               |
| 2022 | Chipotle                  | —                                               |
| 2022 | Robert Patekson           | —                                               |
| 2022 | Bag or Die                | Shiraz                                          |
| 2023 | Not A Beanie              | Shiraz                                          |
| 2023 | Goodness Gracious         | Shiraz                                          |
| 2023 | No Way Jose               | Shiraz                                          |
| 2023 | Back 2 back 2 Back        | Fuzzy Bear, Leonard Charles Farr e Jungle Bobby |
| 2023 | It Happens                | Alina Pasok e Ilia Prusikin                     |
| 2023 | Sos                       | —                                               |
| 2024 | Tango                     | Tommy Cash                                      |
| 2024 | BPOT (Bills Paid on Time) | —                                               |
| 2024 | Pho Real                  | Phuong Vu, Hoang Dang                           |
| 2024 | Lil' Freak                | Shiraz                                          |
| 2024 | It Boy                    | Shiraz                                          |
| 2024 | Two                       | Shiraz                                          |
| 2024 | Meant to Be               | Shiraz                                          |
| 2025 | Check                     | Shiraz                                          |
| 2025 | Antidepressants           | Shiraz e Larkin Wallbank-hart                   |
| 2025 | Boom                      | Shiraz                                          |
| 2025 | Mary Poppins              | Shiraz                                          |
| 2025 | 1-800                     | Bryant Hyun                                     |